# McDade
McDade è census-designated place della Contea di Bastrop, in Texas. Secondo il censimento effettuato nel 2010 la popolazione era di 685.

## Geografia
Il CDP è situato a 30°17′02″N 97°14′16″W, nella parte settentrionale della contea, lungo la U.S. Route 290. Si trova 9 miglia (14 km) ad est di Elgin, 34 miglia (55 km) ad est di Austin, e 21 miglia (34 km) ad ovest di Giddings.

## Istruzione
Gli studenti del CDP frequentano il McDade Independent School District.